# Jean Acker
Pour les articles homonymes, voir Acker.
Jean Acker (23 octobre 1893-16 août 1978) est une actrice américaine. Sa carrière commence au temps du cinéma muet et se poursuit jusque dans les années 1950.

## Biographie
Née Harriet Acker à Trenton d'un père métis Cherokee et d'une mère irlandaise, elle commence une carrière d'actrice au théâtre et au cinéma sur la côte Est des États-Unis à la Independent Moving Pictures Co. of America (IMP).
Jean Acker rejoint Hollywood en 1918 et devient l'amante d'Alla Nazimova, une actrice qui, grâce à ses relations, l'aide à décrocher des contrats. C'est à cette époque qu'elle devient une actrice reconnue et les années 1920 représentent l'apogée de sa carrière. Elle a une liaison avec Grace Darmond.
Elle rencontre Rudolph Valentino, encore un jeune inconnu, lors d'une fête au Hollywood Hotel et, moins de deux mois plus tard, elle l'épouse le 6 novembre 1919. Mais elle regrette vite cette union et empêche Rudolph d'entrer dans sa chambre durant la nuit de noces. Ce mariage est souvent cité comme un mariage lavande pour les deux protagonistes. Elle présente toutefois son mari à Alla Nazimova qui impose Rudolph Valentino dans La Dame aux camélias (Camille) comme partenaire.
Une procédure est entamée et le divorce est prononcé en 1921. Rudolph Valentino qui n'attend pas une année complète comme le prévoit la loi californienne pour se remarier avec Natacha Rambova au Mexique est poursuivi pour bigamie. De son côté, Jean Acker garde le nom de Valentino, ce qui a le don d'irriter ce dernier. En 1923 elle apparaît au générique de The Woman in Chains de William P. Burt pour son dernier rôle de premier plan comme « Mrs. Rudolph Valentino » alors qu'ils sont divorcés depuis plus de deux ans et qu'il est remarié de manière officielle à Natacha Rambova. Cette même année elle apparaît sur les planches avec un sketch intitulé How She Won the Sheik (comment elle vainquit le Cheik).
Elle tourne encore dans deux seconds rôles pour des films muets en 1925 et 1927. Si elle poursuit sa carrière d'actrice jusqu'en 1955, elle n'apparaît plus que pour de la figuration et, la plupart du temps, elle n'est plus créditée aux génériques.
Jean Acker vit à Beverly Hills avec sa compagne Chloe Carter (21 juin 1903-28 octobre 1993) ; elles adoptent un enfant ensemble. Elle décède le 16 août 1978 à l'âge de 84 ans.

## Filmographie
- 1913 : The Man Outside (en) (court-métrage) : la fille de Maddern
- 1913 : In a Woman's Power (court-métrage) de Herbert Brenon
- 1913 : Bob's Baby (court-métrage) : la cousine de Bob
- 1913 : The Daredevil Mountaineer (court-métrage)
- 1914 : The $5,000,000 Counterfeiting Plot de Bertram Harrison : Helen Long
- 1915 : Are You a Mason? de Thomas N. Heffron
- 1919 : Never Say Quit d'Edward Dillon : Vamp
- 1919 : Checkers de Richard Stanton : Pert Barlow
- 1919 : Lombardi, Ltd. de Jack Conway : Daisy
- 1919 : The Blue Bandanna de Joseph Franz : Ruth Yancy
- 1920 : The Ladder of Lies de Tom Forman : Dora Leroy
- 1920 : Prince d'Orient (An Arabian Knight) de Charles Swickard : Zorah
- 1920 : Help Wanted-Male d'Henry King : Ethel
- 1920 : Fatty, l'intrépide shérif (The Round-Up) de George Melford : Polly Hope
- 1921 : Les Millions de Fatty (Brewster's Millions) de Joseph Henabery : Barbara Drew
- 1921 : See My Lawyer d'Al Christie : Betty Gardner
- 1921 : The Kiss de Jack Conway : Isabella Chavez
- 1921 : La Douloureuse Étape (Wealth) de William Desmond Taylor : Estelle Rolland
- 1922 : Le Scrupule (en) (Her Own Money) de Joseph Henabery : Ruth Alden
- 1923 : The Woman in Chains de William P. Burt : Felicia Coudret (comme Mrs. Rudolph Valentino)
- 1925 : Braveheart d'Alan Hale : Sky-Arrow
- 1927 : The Nest de William Nigh : Belle Madison
- 1933 : No Marriage Ties de J. Walter Ruben : la servante d'Adrienne (non créditée)
- 1933 : Chanteuse de cabaret (Torch Singer) d'Alexander Hall et George Somnes (en) : la patronne du Nightclub (non créditée)
- 1934 : Miss Fane's Baby Is Stolen d'Alexander Hall : l'amie de Miss Fane (non créditée)
- 1935 : La Femme de sa vie (No More Ladies) d'Edward H. Griffith : figuration au Nightclub (non créditée)
- 1935 : It's in the Air de Charles Reisner : figuration (non créditée)
- 1935 : The Lone Wolf Returns de Roy William Neill : figuration (non créditée)
- 1936 : Follow the Fleet de Mark Sandrich : figuration (non créditée)
- 1936 : One Rainy Afternoon de Rowland V. Lee : figuration (non créditée)
- 1936 : San Francisco de W. S. Van Dyke : figuration lors du tremblement de terre (non créditée)
- 1936 : La Fièvre des tropiques (His Brother's Wife) de W. S. Van Dyke : Miss Benson, a Nurse (non créditée)
- 1937 : Une étoile est née (A Star Is Born) de William A. Wellman : figuration (non créditée)
- 1937 : Vogues 1938 (Vogues of 1938) d'Irving Cummings : Dowager (non créditée)
- 1939 : Nous irons à Paris (Good Girls Go to Paris) d'Alexander Hall : rôle mineur (non créditée)
- 1940 : L'Aventure d'une nuit (Remember the Night) de Mitchell Leisen : membre du Jury (non créditée)
- 1940 : Mon épouse favorite (My Favorite Wife) de Garson Kanin : un témoin à la barre (non créditée)
- 1942 : Obliging Young Lady de Richard Wallace : la cousine (non créditée)
- 1945 : L'introuvable rentre chez lui (The Thin Man Goes Home) de Richard Thorpe : Tart (non créditée)
- 1945 : Week-end au Waldorf (Week-End at the Waldorf) de Robert Z. Leonard : figuration (non créditée)
- 1945 : La Maison du docteur Edwardes (Spellbound) d'Alfred Hitchcock : figuration (non créditée)
- 1945 : Mascarade à Mexico (Masquerade in Mexico) de Mitchell Leisen : figuration (non créditée)
- 1945 : Le Club des cigognes (The Stork Club) d'Hal Walker : vendeuse de vêtements (non créditée)
- 1946 : La vie est belle (It's a Wonderful Life) de Frank Capra : figuration (non créditée)
- 1947 : The Perils of Pauline de George Marshall : l'opératrice (non créditée)
- 1948 : Dream Girl de Mitchell Leisen : Society Reporter (non créditée)
- 1948 : Quand le rideau tombe (The Velvet Touch) de Jack Gage : figuration (non créditée)
- 1948 : Isn't It Romantic? de Norman Z. McLeod : figuration (non créditée)
- 1951 : La Mère du marié (The Mating Season) de Mitchell Leisen : figuration (non créditée)
- 1952 : L'Ivresse et l'amour (Something to Live For) de George Stevens : figuration (non créditée)
- 1952 : Young Man with Ideas de Mitchell Leisen : figuration (non créditée)
- 1955 : How to Be Very, Very Popular de Nunnally Johnson : figuration (non créditée)